# Krzysztof Hołowczyc
Krzysztof Wiesław Hołowczyc, né le 4 juin 1962 à Olsztyn, est un pilote de rallye polonais, devenu présentateur à la télévision et homme politique.

## Biographie

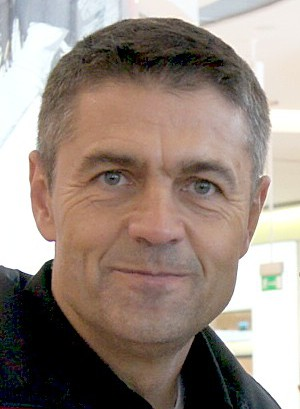
K.Hołowczyc (2011).

Krzysztof Hołowczyc a participé régulièrement aux épreuves en WRC de 1998 à 2003, et a obtenu une 6e place au rallye de Pologne alors intégré au championnat mondial en 2005. Ses copilotes furent essentiellement Maciej Wisławski de 1988 (alors sur Polonez 1600) à 1998, et Łukasz Kurzeja de 2004 à 2007.
Il a également participé au rallye Paris-Dakar à sept reprises entre 2005 et 2012, ainsi qu'à divers autres rallyes-raids et bajas depuis 2005.
Il fut aussi présentateur à la télévision polonaise, et élu député au parlement européen de 2007 à 2009 sur la liste « Plate-forme civique ». Le 6 décembre 2007 il entra au parlement polonais en lieu et place de Barbara Kudrycka, nommée alors ministre de l'éducation, jusqu'en 2009.
Il continue toujours à courir, essentiellement dans son pays, et a conquis au niveau mondial une couronne en Coupe du monde des rallyes tout-terrain (rallye-raids) à la fin de la saison 2013, avec l'allemand  Andreas Schulz sur la Mini de rallye-raid Mini All4 du team Racing X-Raid.
Il prend sa retraite en rally-raid, après une cinquième victoire à la Baja de Pologne, en 2015.

## Palmarès

### Titres
Polyvalent, il est le seul pilote à avoir réussi à remporter un titre mondial en rallye-raid et un titre européen en rallye (Ari Vatanen puis Carlos Sainz ayant antérieurement réussi leurs challenges respectifs pour des titres mondiaux dans les deux disciplines distinctes).

Rallye:
- Champion d'Europe des rallyes en 1997, sur Subaru Impreza 555 WRC;
- Triple Champion de Pologne des rallyes, en 1995, 1996 et 1999;
- Coupe du monde FIA des écuries privées (sur Subaru Impreza WRC): vainqueur au rallye de Suède en 2000; 
  - Vice-champion d'Europe des rallyes en 1995;
  - Vice-champion de Pologne des rallyes en 2001.

Rallye-raid:
- Vainqueur de la Coupe du monde des rallyes tout-terrain en 2013, sur Mini Countryman;
  - 2e du championnat du monde (ou Coupe) en 2008;
- Vainqueur de la coupe Internationale des Bajas tout-terrains en 2010, sur Nissan Navara Overdrive[2];

### 11 victoires en championnat d'Europe des rallyes
- 1996 : rallye de Pologne (Toyota Celica Turbo 4WD), rallye Hebros (Toyota Celica Turbo 4WD)
- 1997 : rallye Albena de Bulgarie (Subaru Impreza 555), rallye Elpa Halkidiki (Subaru Impreza 555), Cyprus rallye (Subaru Impreza 555)
- 1998 : rallye de Pologne (Subaru Impreza WRC)
- 1999 : rallye Elmot (Subaru Impreza WRC), rallye de la Vistule (Subaru Impreza WRC)
- 2001 : rallye de Cracovie (Peugeot 206 WRC)
- 2004 : rallye Kormoran (Subaru Impreza WRX STI)
- 2005 : rallye de Pologne (Subaru Impreza WRX STI)

### Victoire en Coupe FIA d'Europe zone centre
- 2008: rallye Orlen (Pologne)

### 16 victoires en championnat de Pologne des rallyes

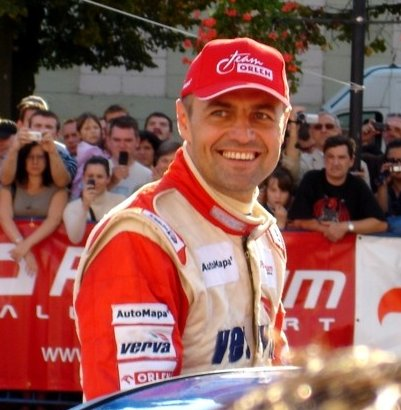
Rallye Orlen (Pologne, 2007).

- 1995 (2e au général), 1996 et 1998: rallye de Pologne
- 1995: rallye Gemer (2e au général);
- 1966, 1997 et 1999: rallye de Dolnoslaski
- 1996 et 1999: rallye Elmot
- 1997, 1999, 2001 et 2004: rallye Kormoran
- 1999: rallye Wisly
- 2001: rallye de Krakowski
- 2008: rallye Orlen

### Autres victoires polonaises
- 2001: Rajd Barborka
- 2010: rallye Warminski

## Rallye Dakar
- 2005 : 60e
- 2006 : Abandon
- 2007 : Abandon
- 2009 : 5e
- 2010 : Abandon
- 2011 : 5e (sur BMW X3)

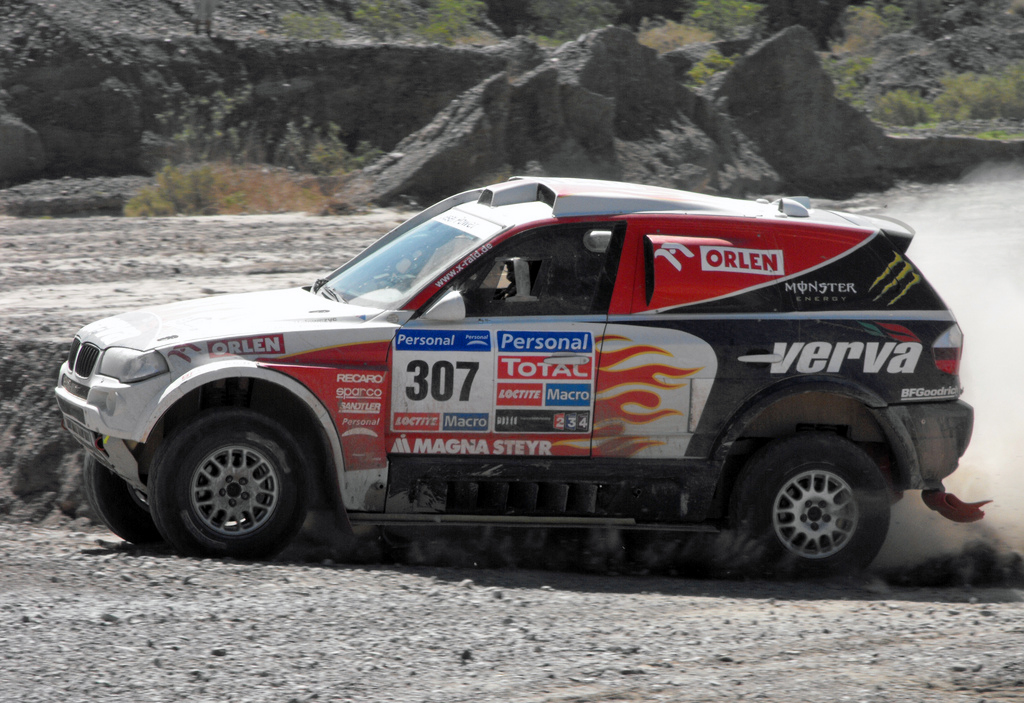
Dakar 2011 (BMW X3 X-raid Team).

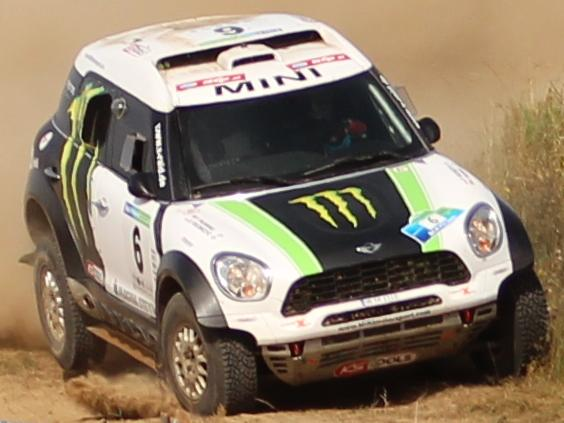
Baja de Pologne 2012 (Mini All4 X-Raid Monster Energy).

- 2012 : 10e (1 étape sur Mini All4 Racing)
- 2013 : Abandon
- 2014 : 6e
- 2015 : 3e

(en 2011 et 2012 avec le belge Jean-Marc Fortin, les deux hommes étant déjà Champions de Pologne des rallyes ensemble plus de 10 ans auparavant, en 1999)

## Rallyes raids
- 2010, 2011, 2012, 2014 et 2015 : Baja de Pologne (en Cross-Country Bajas Cup la première année, puis en Coupe du monde des rallyes tout-terrain);
- 2010 : Baja d'Italie (Cross-Country Bajas Cup);
- 2010 et 2013: Baja Portalegre 500 (Cross-Country Bajas Cup);
- 2011 : Silk Way rallye (Russie, en Dakar Series cette fois);
  - 2013 : également 2e de la Baja d'Italie, du rallye-raid du Qatar, et de la Baja de Hongrie[3];

## Distinctions
- Croix d'argent du Mérite polonais en 2000
- Croix d'or du Mérite polonais en 2005